# Sallywalkerana phrynoderma
Sallywalkerana phrynoderma es una especie de anfibio anuro de la familia Ranixalidae. Habita en los bosques de Anaimalai, en los Ghats Occidentales al suroeste de India.
S. phrynoderma ha sido poco estudiada desde su descubrimiento en 1882. Investigaciones reciente han indicado que, a pesar de su presencia en áreas protegidas, la especie está peligrosamente amenazada por la destrucción del hábitat.
Es una rana de coloración predominantemente marrón, presentando bandas negras en las extremidades, además del rostro. La piel de la zona dorsal es rugosa, característica que la diferencia de las demás integrantes de la familia Ranixalidae.
Se cree que crían en las rocas húmedas alrededor de los arroyos y producen renacuajos sin aletas que se desarrollan en estas rocas.